# Barris de Lleida
Hi ha divuit barris de Lleida.

## Població
La població dels barris de Lleida l'any 2016 era la següent:
| Barri                    | Població |
| ------------------------ | -------- |
| Centre històric          | 10.347   |
| Rambla de Ferran-Estació | 3.876    |
| Universitat              | 11.238   |
| Príncep de Viana-Clot    | 11.300   |
| Instituts-Templers       | 6.787    |
| Xalets-Humbert Torres    | 4.049    |
| Camp d'Esports           | 4.425    |
| Joc de la Bola           | 3.280    |
| Mariola                  | 10.765   |
| Balàfia                  | 14.205   |
| Secà de Sant Pere        | 3.825    |
| Pardinyes                | 12.940   |
| Cappont                  | 12.310   |
| La Bordeta               | 13.450   |
| Magraners                | 2.661    |
| Polígon-Vilanoveta       | 3.206    |
| Butsènit                 | 1.388    |
| Torres de Sanui          | 2.767    |
| Basses d'Alpicat         | 1.806    |
| Llívia                   | 1.597    |
| Raimat-Sucs              | 1.074    |
| Total                    | 137.927  |